# Lavater Lee
Stephen Lavater Lee (født 20. december 1868 i Berlin, død 30. Juli 1944 i Værløse) var en tyskfødt cirkusartist og klovn. 
Lavater Lee var født ind i en artistfamilie og optrådte allerede som 5-årig i cirkus. Han trænede akrobatik, men havde sin force som klovn. Han arbejdede på et tidspunkt i Cirkus Busch, hvor han mødte cirkusprinsessen Marie Doré, som han blev forelsket i. De to havde planer om at gifte sig og danne deres eget klovnepar, men fik ikke tilladelse fra cirkusset, hvis direktør var Maries stedfar. Lavanter Lee blev senere gift med Elenora Godlewski og blev herefter i 1899 kunstnerisk direktør i Cirque du Nord, der havde sine forestillinger i Cirkusbygningen i København. Han turnerede i Europa og var i en periode kunstnerisk leder af Cirkus Skandinavien i Göteborg.
Han vendte i 1928 tilbage til Danmark, hvor han optrådte i Storm P.’s forestillinger på Riddersalen på Frederiksberg. I 1940’erne slog sig ned i Værløse.
Han medvirkede i 1910 i Nordisk Films slapstick-komedie Lavater Lee, hvor han spillede sammen med Ella la Cour. 

## Referener
1. 1 2  Lavater Lee på gravsted.dk
2. ↑  Om Cirkus Skandinavien, goteborgshistoria.com
3. ↑  hareskovhistorie.dk om Lavater Lee